# 布耶爾克勒姆
布耶爾克勒姆（挪威語：Bjerkreim）是挪威的一個市镇，位於羅加蘭郡，行政中心为維克索村。市镇面积为651平方公里，人口数量为2,787人（2020年），人口密度为每平方公里4.8人。